# Ирано-таджикистанские отношения
Ирано-таджикистанские отношения — контакты между Исламской республикой Иран и Республикой Таджикистан. Иран стал первой страной, которая открыла дипломатическое представительство в Душанбе (8 января 1992 года) после получения Таджикистаном независимости. Посольство Таджикистана в Тегеране открылось в июле 1995 года. В 2014 году взаимный товарооборот двух стран составил 228,3 млн долларов.
Обе страны являются членами ШОС.

## Сравнительная характеристика
|                      | Иран                                                        | Таджикистан                                                                     |
| -------------------- | ----------------------------------------------------------- | ------------------------------------------------------------------------------- |
| Население            | 81 000 000                                                  | 8 991 725                                                                       |
| Территория           | 1 648 000 км²                                               | 142 000 км²                                                                     |
| Плотность населения  | 48,0 чел./км²                                               | 60,0 чел./км²                                                                   |
| Столица              | Тегеран                                                     | Душанбе                                                                         |
| Крупнейшие города    | Тегеран, Мешхед, Тебриз, Шираз, Исфахан, Ахваз, Кум, Кередж | Душанбе, Худжанд, Курган-Тюбе, Куляб, Истаравшан, Турсунзаде, Канибадам, Исфара |
| Форма правления      | исламская республика                                        | президентская республика                                                        |
| Государственный язык | персидский                                                  | таджикский                                                                      |
| Основная религия     | Ислам (шиитского толка)                                     | Ислам (суннитского толка)                                                       |
| ВВП (ППС) (2017)     | 1,551 трлн долларов США (19050 $ на душу населения)         | 17,555 млрд долларов США (2247 $ на душу населения)                             |
| ВВП (номинал) (2017) | 438,3 млрд долларов США (5383 $ на душу населения)          | 8,572 млрд долларов США (1041 $ на душу населения)                              |
| Валюта               | риал                                                        | сомони                                                                          |

## История

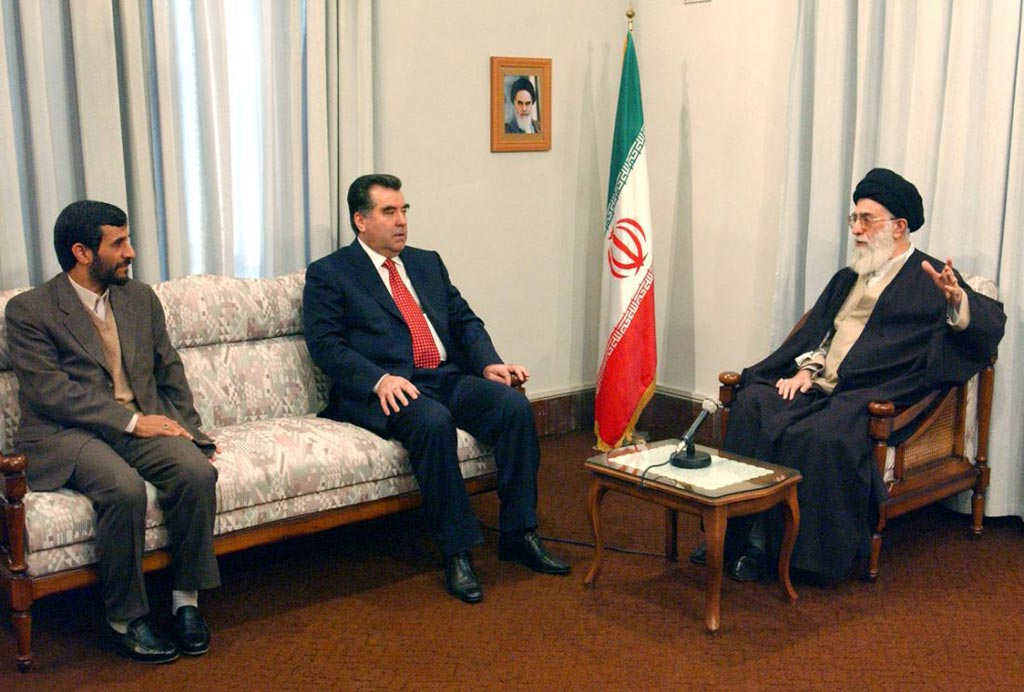
Президент Таджикистана Эмомали Рахмон вместе с президентом ИРИ Махмудом Ахмединеджадом у Али Хаменеи, во время визита в Иран.

Контакты Ирана и Таджикистана имеют многовековую историю: в прошлом территории обеих стран часто оказывались в составе одного государства (Державы Ахеменидов, империи Селевкидов, Аббасидского халифата и других). Через территории будущих Ирана и Таджикистана проходил Великий шелковый путь. Но современная история дипотношений началась в 1992 году после обретения Таджикистаном независимости. Интерес Ирана к среднеазиатской стране, не имеющей с ним общей границы, во многом связан с языковой близостью персов и таджиков. Президент Таджикистана в 1995 и 2012 годах посещал Тегеран, а президент Ирана совершил визиты в Душанбе в 1997 году. За 1990-е — 2000-е годы между двумя странами было заключено много соглашений.
17 октября 2023 года в Таджикистан прибыл министр обороны Ирана генерал Амир Мохаммадреза Аштиани с делегацией.

## Ирано-таджикистанская торговля
Товарооборот двух стран в 2013 году составил 292,3 млн долларов, в том числе экспорт Таджикистана в Иран 115,6 млн долларов. На Иран пришлось в 2013 году 9,9 % экспорта Таджикистана и 4,3 % импорта. Основные товары, поставляемые Душанбе в Иран: хлопковое волокно, хлопчатобумажная пряжа, сушеные плоды и алюминиевая проволока. Тегеран поставляет в среднеазиатскую республику продовольствие, машины и оборудование, строительные материалы.

## Совместные проекты
При поддержке Тегерана была построена в 2011 году Сангтудинская ГЭС-2, в создание которой Иран вложил 180 млн долларов, а Таджикистан 40 млн долларов. В Таджикистане частный бизнес Ирана создал ряд швейных цехов, оборудовав их швейными и вязальными машинами. В Таджикистане действует довольно много преимущественно небольших иранских предприятий в энергетике, строительстве, сельском хозяйстве, транспорте и т. п.